# Onciale 051
- Papyrus
- Onciale
- Minuscules
- Lectionnaire

Le Codex 051, ou Codex Athous Pantocratoros, portant le numéro de référence 051 (Gregory-Aland), est un manuscrit du parchemin en écriture grecque onciale. 

## Description
Le codex se compose de 92 folios. Il est écrit en une colonne, dont 22 lignes par colonne. Les dimensions du manuscrit sont 23 x 18 cm,. 
C'est un manuscrit incomplet du texte de l'Apocalypse (11,15-13,1; 13,4-22:7.15-21) avec un commentaire.
Les paléographes datent ce manuscrit du Xe siècle. 
Le texte du codex représenté type mixte. Kurt Aland le classe en Catégorie III.
Le manuscrit a été examiné par C. R. Gregory et H. C. Hoskier.
Il est conservé au monastère du Pantocrator (44) du Mont Athos.